# Samuel Clarke

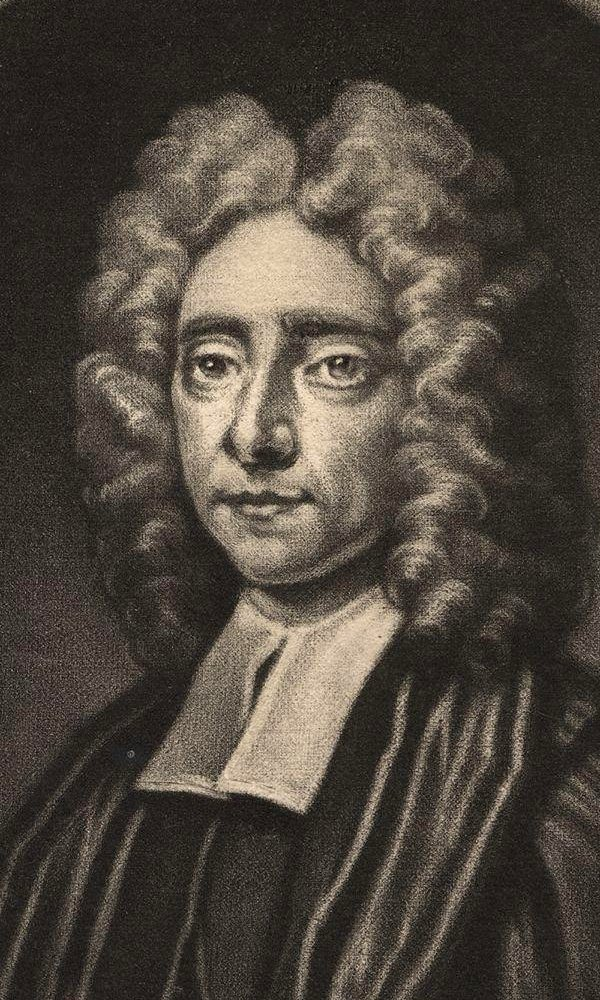
Samuel Clarke (1675–1729), englischer Philosoph und Theologe.

Samuel Clarke (* 11. Oktober 1675 in Norwich; † 17. Mai 1729 in London) war ein englischer Philosoph und Theologe in der frühen Aufklärungszeit.

## Leben und Werk
Clarke war ein enger Vertrauter und Schüler Isaac Newtons. Er widmete sich seit 1691 in Cambridge philosophischen, theologischen und philologischen Studien, erwarb dort 1695 seinen B.A. am Caius and Gonville College, kam 1698 als Kaplan zum Bischof von Norwich und 1706 von Queen Anne. Er wurde 1704 und 1705 berufen, die von Robert Boyle gestifteten Vorlesungen zu halten. Diese erschienen unter den Titeln Demonstration of the being and attributes of God (London 1705–1706, zwei Bände) und Verity and certitude of natural and revealed religion (London 1705).
Wie in diesen beiden Werken eine neue Begründung der natürlichen Theologie oder Vernunftreligion als christliche „Philosophie der Freiheit“ (philosophy of liberty) gegenüber dem deterministischen Pantheismus und Atheismus, so versuchte er in seinem dritten Hauptwerk Discourse concerning the unchangeable obligation of natural religion (London 1708) eine solche der natürlichen Moral. Um Spinoza und Thomas Hobbes, die er als seine Hauptgegner betrachtete, mit ihren eignen Waffen zu schlagen, bediente er sich wie diese der mathematischen als der vom Einfluss der Willkür unabhängigsten Demonstration. Um gegenüber den moralischen Skeptikern, wie Pierre Bayle und Michel de Montaigne, allgemein gültige moralische Grundsätze zu formulieren, berief er sich auf das unwillkürliche (willenlose) Urteil der Vernunft über Schicklichkeit (fitness) und Unschicklichkeit (unfitness) auf Grundlage der goldenen Regel.
Durch die beiden ersten Werke wurde er das Haupt der rationalistischen Strömung in der englischen Theologie, durch das dritte der Vorläufer der auf den Ausspruch der Vernunft als eines innern Sinnes für das Gute und Schöne sich stützenden englischen (und schottischen) Moralistenschule.
Da er die These begründete, dass die Bibel nichts der Vernunft Widersprechendes enthalte, geriet er alsbald bei der orthodoxen anglikanischen Geistlichkeit in den Verdacht der Ketzerei und wurde infolge seines vorgeblich arianisch gefärbten Buches The scripture doctrine of the trinity (London 1712, 1719) aus der Zahl der königlichen Kabinettsgeistlichen gestrichen.
1697 übersetzte er das Physik-Lehrbuch (Traité de Physique) des Descartes-Anhängers Jacques Rohault ins Lateinische versehen mit Anmerkungen, in denen er die Newtonsche Sichtweise darlegte. Das Buch fand in England als Physiklehrbuch weite Verbreitung und wurde 1723 durch John Clarke ins Englische übersetzt. 1706 übersetzte er Newtons Optik ins Lateinische.
Am bekanntesten ist er durch seinen unbeendeten Streit mit Leibniz geworden, in dem Clarke seine und die Philosophie von Isaac Newton gegen Einwände von Leibniz, gegen den Leibnizschen Determinismus und gegen den Atheismus-Verdacht verteidigte, den Leibniz gegen Newton erhoben hatte. Clarke veröffentlichte den Schriftwechsel unter dem Titel A collection of papers, which passed between Leibniz and Clarke … (zuerst London 1717; franz.: Amsterdam 1719 und 1740; deutsch: Frankfurt am Main 1720). Clarke starb am 17. Mai 1729 in London.
Eine Ausgabe der philosophischen Werke dieses frühen Aufklärers erschien 1738 bis 1742 in London in vier Bänden. Autographen von ihm werden unter anderem in der Gottfried Wilhelm Leibniz Bibliothek aufbewahrt.

## Schriften
- Samuel Clarke: A demonstration of the being and attributes of God and other writings. Hrsg. Ezio Vailati. Cambridge University Press, Cambridge 1998, ISBN 0-521-59008-6. (Cambridge texts in the history of philosophy.)